# 교점

교점(交點)은 수학에서 둘 이상의 물체가 동시에 포함되는 점이다. 유클리드 기하학에서는 평면 내 두 직선이 평행하지 않을 때 이들이 만나는 점을 교점으로 부른다. 집합론에서는 이 둘 모두에 속하는 원소 집합으로 정의된다.

## 같이 보기
- 구조적 입체기하학